# Heilige-Kruisverheffingskerk (Kruiskerke)

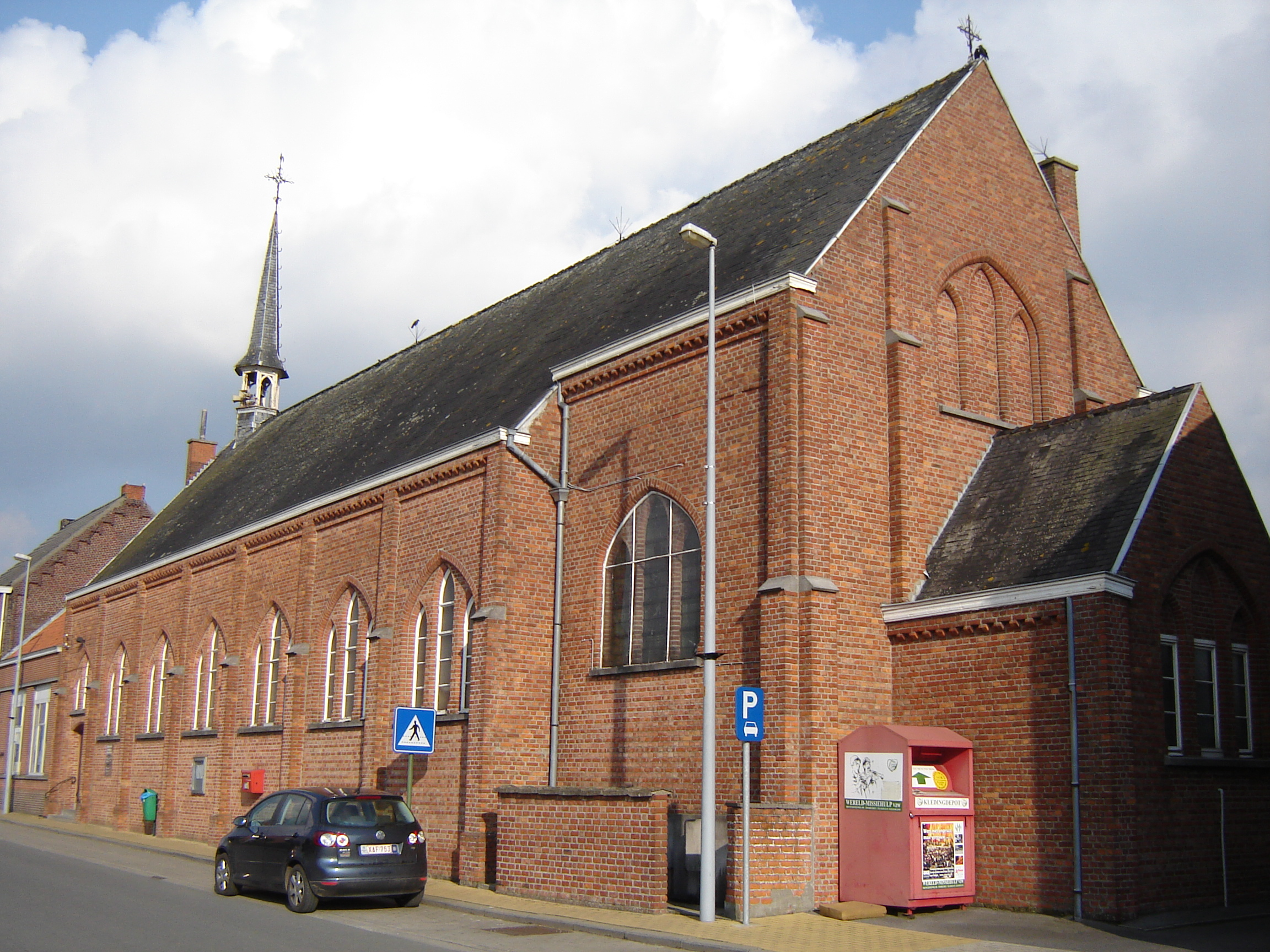
Heilige-Kruisverheffingskerk

De Heilige-Kruisverheffingskerk is de parochiekerk van het tot de West-Vlaamse gemeente Ruiselede behorende dorp Kruiskerke, gelegen aan Kruiskerkestraat 10-14.

## Geschiedenis
In 1821 kwam er op het parochieveld een schooltje. In 1884 kwam er een klooster, waarin de Zusters van Onze-Lieve-Vrouw van Zeven Weeën zich vestigden, en een school aan de Kruiskerkestraat. Het oorspronkelijke schooltje deed nog enige tijd dienst als weefschool. Voor het kerkbezoek moesten de bewoners echter naar Doomkerke. In 1932 werd er echter een kloosterkapel gebouwd, die in 1934 nog vergroot werd.
In 1947 werd een parochie gesticht en werd de kloosterkapel verheven tot parochiekerk. In 1970 vertrokken de zusters uit Kruiskerke. Het schooltje werd echter nog uitgebreid.

## Gebouw
Het betreft een eenvoudige bakstenen zaalkerk in neogotische stijl, die in de lengterichting langs de weg is gelegen. Er is een klokkenruiter op het dak. Het interieur wordt overkluisd door een spitstongewelf.